# Мускатна жалфија
Мускатна жалфија (Salvia sclarea), у народу позната и као мечије уво, је двогодишња, ређе вишегодишња зељаста ароматична биљка из рода Salvia. Самоникло расте у северном Медитерану, неким областима у Северној Африци и средњој Азији. Биљка има дугу историју употребе у лековите сврхе а данас се највише гаји ради етеричног уља.

## Ботанички опис
Мускатна жалфија је двогодишња, ређе вишегодишња зељаста биљка, са усправном четвртастом стабљиком високом до 120 cm, обраслом густим коврџавим длакама. Листови су јајасти (до 30 cm дуги), доњи на дршкама, горњи седећи, тупо-назубљени са израженом нерватуром. Цео изданак је прекривен жлезданим длакама, мирише на балзам. Цветови су у пршљеновима који на врху стабљике или грана образују привидан грозд. Круница је двоусната, светло лила до светло ружичаста.  

## Распрострањење
Расте на сушним, топлим каменитим обронцима, на осулинама, поред путева. У Србији је присутна у источним и југоистчним крајевима и на Косову

## Историја
Опис лековите примене биљаке приказан је још код Теофраста (4. в. пре н. ере), Диоскорида (1. в. н. е.) и Плинија Старијег (1. в. нове ере).

## Употреба
Семена (тачније орашице) имају слузав омотач, па се у старим приручницима препоручује да се стави семе у око да би се трунка везала за слуз и тако лако извадила. Ова пракса је записана у Комплетној биљарици (1653) Николаса Калпера, који биљку назива "жалфија бистрог ока".
Дестиловано етериско уље, изоловано из надземних изданака у цвету, се широко користи у изради парфема и за ароматизацију вермута, вина и ликера. Такође има примену и у ароматерапији.

## Галерија
- Мускатна жалфија у природи
- Цваст Salvia sclarea
- Врх цвасти мускатне жалфије
- цветови мускатне жалфије, детаљ
- цветови мускатне жалфије
- прицветни листови и чашице, покривене жлезданим длакама
- Листови у доњем делу стабљике